# Трамвайно-пешеходная улица
Трамва́йно-пешехо́дная у́лица — часть улично-дорожной сети, предназначенная для движения трамваев, пешеходов, велосипедистов и автомобилей экстренных служб. Движение частного автотранспорта по данной улице запрещено. В ночное время по данной улице возможен проезд коммунальной уборочной техники и автомобилей, обслуживающих торговые точки на данной улице (при условии отсутствия альтернативных проездов). В некоторых городах Европы (например Алексантеринкату в Хельсинки) допускается проезд по трамвайно-пешеходной улице также автомобилей такси.

## Расположение
Трамвайно-пешеходные улицы (трамвайно-пешеходные зоны) сооружаются преимущественно в центре города. Организация таких улиц включает в себя ряд организационных и строительных мероприятий, как то:
- ограничения движения по ним автотранспорта;
- устройства на них зелёных насаждений;
- установки на них малых архитектурных форм (светильники, скамейки, урны, декоративные элементы…);
- создания максимально удобных условий для движения пешеходов (в том числе и для людей с ограниченными возможностями) и велосипедистов.

Трамвайно-пешеходные улицы как принципиально новая концепция организации прежде переполненных транспортом центральных частей впервые появились в Германии в 1990-х годах.  Про организацию трамвайно-пешеходной улицы в Цюрихе: первоначально владельцы роскошных магазинов на этой центральной улице опасались падения продаж, если сюда нельзя будет попасть на машине. Но доходы магазинов ничуть не сократились - наоборот, улица стала только привлекательнее.
Сейчас трамвайно-пешеходные улицы имеются в подавляющем большинстве городов Европы, где сохранилось и развивается трамвайное движение, и список городов с трамвайно-пешеходными улицами постоянно растёт. Многие новые современные трамвайные системы, открытые с начала 1990-х гг., включают в себя концепцию уже не отдельных улиц, а трамвайно-пешеходного центра в целом. Пионером такой концепции в новом градостроительном планировании стал французский Страсбург.

## Определение
Трамвайно-пешеходная улица — это одна из наиболее совершенных стадий развития улично-дорожной сети центра города.

Московский трамвай — на пороге своего ренессанса.:

Мировая практика показывает, что трамвай идеально вписывается в организацию движения в центральных районах городов. Трамвайно-пешеходная улица – это одна из наиболее совершенных стадий развития улично-дорожной сети центра города. Движение частного автотранспорта тут запрещено.

При этом такая улица остаётся звеном транспортной системы города, сохраняется её транспортная значимость в сети общегородских перевозок, а также, в отличие от просто пешеходных зон, — возможность людей перемещаться здесь не только пешком, что исключительно важно с точки зрения доступности расположенных в рассматриваемом районе торговых предприятий и предприятий сервиса. Роль основного перевозчика здесь выполняет трамвай. Благодаря современной технологии укладки трамвайных путей, трамваи бесшумно и быстро движутся по улице. Люди садятся в трамвай и едут в нужном им направлении.
Перехватывающая парковка у трамвайной остановки на выезде из города позволяет людям не стоять в автомобильной пробке, а, припарковав машину, ехать в центр в комфортном трамвае. Хорошо развитая маршрутная сеть и оптимальный интервал движения вагонов делает поездку в трамвае приятной.

## Преимущества
- место отдыха в центре города;
- чистота (отсутствие грязи, пыли, присущее улицам с автомобильным движением);
- экологическая чистота;
- повышение покупательского спроса на данной улице;
- повышение экономической активности на данной улице;
- экономия городского пространства (отмена автомобильного движения высвобождает пространство для жизни);
- повышение статуса улицы;
- рост стоимости земли на данной улице;
- рост стоимости недвижимости на данной улице и прилегающих территориях;
- рост конкуренции среди торговых точек и кафе на данной улице.

## Недостатки
- пониженная скорость движения трамваев (ради исключительной безопасности линейную скорость непосредственно по улице ограничивают до 15-20 км/ч);
- ограничение зон прямой массовой автомобильной доступности.